# 大谷 (浜松市)
大谷（おおや）は静岡県浜松市天竜区の大字。

## 地理
浜松市天竜区の南部に位置する。東で山東、西で二俣町大園、南で二俣町二俣、北で船明と接する。

### 河川
- 大谷西沢川

## 歴史

### 町名の由来
谷あいに立地することに由来する。

### 沿革
- 1889年（明治22年）4月1日 - 町村制の施行により、豊田郡大谷村が周辺の村と合併し、豊田郡光明村となる[WEB 7]。旧村名は光明村の大字として残る[WEB 8]。
- 1896年（明治29年）4月1日 - 郡制の施行により、光明村の所属郡が磐田郡に変更となる。
- 1956年（昭和31年）9月30日 – 光明村が周辺の町村と合併して改めて磐田郡二俣町となる。
- 1958年（昭和33年）11月3日 – 二俣町が市制施行して天竜市となる。
- 2005年（平成17年）7月1日 – 天竜市外10市町村が浜松市に編入される。
- 2007年（平成19年）4月1日 - 浜松市が政令指定都市となる。大谷は天竜区の一部となる。

## 施設
- 社会福祉法人天竜厚生会 幼保連携型認定こども園 子育てセンターすぎのこ
- 浜松市内山真龍資料館
- 浜松市営大谷団地
- 大谷西沢ダム
- 井谷第一ダム
- 宇佐八幡神社

## その他

### 学区
小学校・中学校の学区は以下の通りである。
- 浜松市立光明小学校
- 浜松市立光が丘中学校

### 警察
警察の管轄区域は以下の通りである。
| 番・番地等 | 警察署     | 交番・駐在所 |
| ---------- | ---------- | ------------ |
| 全域       | 天竜警察署 | 署所在地交番 |

### 消防
消防の管轄区域は以下の通りである。
| 番・番地等 | 消防署     | 本署/出張所 |
| ---------- | ---------- | ----------- |
| 全域       | 天竜消防署 | 本署        |

### 指定文化財
- 内山真龍自筆稿本遠江国風土記伝及び自筆日記（大谷568 浜松市内山真龍資料館内、県指定有形文化財）[WEB 12]

### WEB
1. ↑  “h02_22.csv”.   総務省 (2022年2月10日). 2024年11月10日閲覧。
2. ↑  “静岡県浜松市天竜区大谷 (221370080)｜国勢調査町丁・字等別境界データセット”.   人文学オープンデータ共同利用センター. 2024年11月10日閲覧。
3. ↑  “静岡県 浜松市天竜区 大谷の郵便番号 - 日本郵便”.   日本郵便. 2024年11月10日閲覧。
4. ↑  “市外局番の一覧”.   総務省 (2022年3月1日). 2024年11月10日閲覧。
5. ↑  “事業所案内及び管轄地域（事務所3件、分室3件）”.   一般社団法人静岡県自動車会議所. 2024年11月10日閲覧。
6. ↑  “解説ページ”.   株式会社エア. 2024年12月10日閲覧。
7. ↑  “historyofcities.pdf”.   静岡県総務部合併推進室・財団法人静岡県市町村振興協会. 2024年11月10日閲覧。
8. ↑  “解説ページ”.   株式会社エア. 2024年11月10日閲覧。
9. ↑  “学校名から探す／浜松市”.   浜松市 (2024年1月1日). 2024年11月10日閲覧。
10. ↑  “天竜警察署・所在地交番｜静岡県警察”.   静岡県警察 (2023年4月27日). 2024年11月10日閲覧。
11. ↑  “消防署の町別管轄「お」／浜松市”.   浜松市 (2024年3月21日). 2024年11月10日閲覧。
12. ↑  “しずおか文化財ナビ 内山真龍自筆稿本遠江国風土記伝及び自筆日記｜静岡県公式ホームページ”.   静岡県 (2023年8月31日). 2024年12月10日閲覧。